# Bukrán Erik
Bukrán Erik (Pétervására, 1996. december 6. –) magyar korosztályos válogatott labdarúgó, aki jelenleg az Eger SE játékosa.

## Pályafutása
Pétervásárán kezdett ismerkedni a labdarúgás alapjaival, de ekkor még támadóként. 2009-ben elhagyta szülővárosát, és az Egri Kapus Akadémián nevelkedett, valamint az Egri FC korosztályos csapatában játszott. 2011-ben a Honvéd akadémiájára került, majd 2015-ben az Everton FC, a Wigan és a Bolton is szerződtetni akarta volna, végül utóbbi lett a befutó. A Bolton kétéves szerződést kötött vele. Azért csak kétéveset, mert az FA szabályai szerint profi szerződést csak tizennyolc év fölötti játékossal lehet kötni.
Sokáig nem maradhatott mert az angol szabályok nem tették lehetővé, ekkor Illyés Dániel és Billy Stewart ajánlásával a Hull Cityhez került. Nem sokkal 18. születésnapját követően így profi szerződést kapott. 2015-ben a nyolcadik ligában szereplő Scarborough Athleticnek egy hónapra kölcsönben került.
2016. szeptember 13-án három évre aláírt a DVTK-hoz. 2017. március 11-én a Videoton elleni idegenbeli mérkőzésen bemutatkozott az OTP Bank Ligában

## Család
Édesapja, Bukrán Csaba és nagybátya, Bukrán Gábor is korábban futballozott.
Felesége Bakos Eszter.